# هاريس جولدسميث
هاريس جولدسميث (بالإنجليزية: Harris Goldsmith)‏ هو عازف بيانو أمريكي، ولد في 23 نوفمبر 1935، وتوفي في 2 أبريل 2014 في مانهاتن في الولايات المتحدة.

## وصلات خارجية
- هاريس جولدسميث على موقع ميوزك برينز (الإنجليزية)
- هاريس جولدسميث على موقع ديسكوغز (الإنجليزية)